# Veloutée du Canigou
Espèce
Synonymes
- Helix becasis Rambur, 1868[1]

Statut de conservation UICN

 CR B2ab(iii) : 
En danger critique
Montserratina becasis, appelé communément Veloutée du Canigou, est une espèce de mollusques gastéropodes terrestres de la famille des Canariellidae.

## Taxonomie
Décrite par Pierre Rambur en 1868, l'espèce est d'abord incluse dans le genre Helix sous le nom Helix becasis, puis déplacée dans le nouveau genre Montserratina, créé en 1946.

## Description
En 1868, Pierre Rambur donne la description suivante de l'Helix becasis :

« Coquille très petite, près de moitié moins grande que celle de l'H. nitida et ayant la même forme arrondie, très mince, transparente, largement ombiliquée, assez déprimée, irrégulièrement striée, plissée en dessus, finement striée en dessous, hérissée de poils courts, assez nombreux, d'une teinte pâle, verdâtre ou un peu roussâtre ; ayant quatre tours de spire ou un peu plus, convexes, dont le dernier croît un peu plus vite que les autres, non dévié et à peine fléchi en dedans antérieurement : suture assez profonde : ouverture ronde, ayant les bords arrondis, peu rapprochés à leur insertion ; péristome simple, droit, mince ; bord gauche un peu allongé et dilaté, à peine réfléchi vers l'ombilic. »

« Cette petite Hélice, qu'on croirait être, à son aspect, dans le groupe de l'H. nitida, doit être placée dans celui de l'H. hispida, dont elle est probablement la plus petite espèce : son ouverture sans bourrelet semble la rapprocher des Zonites, mais le dessus de la spire est strié à la manière de l'H. hispida. Elle habite les parties fraîches de la base du mont Canigou (Pyrénées-Orientales), et se trouve sous les débris, les pierres, etc., près du village de Casteil. »

## Distribution
La Veloutée du Canigou est endémique du massif du Canigou, dans les Pyrénées dans le Sud de la France, près du village de Casteil. Elle vit dans les prairies hydrophiles. Cette espèce n'a pas été vue depuis la fin du 19e siècle et pour cette raison, elle a été classée en tant qu'espèce en danger d'extinction en 2011 par l'UICN.

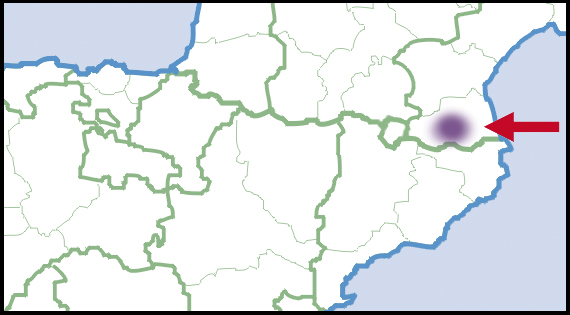
Répartition de la Veloutée du Canigou